# Genuine Parts Company
Die Genuine Parts Company ist ein US-amerikanisches Handelsunternehmen, das Aftermarket-Teile für Kraftfahrzeuge und Industriegeräte sowie Artikel des Bürobedarfs vertreibt. Das Ersatzteilegeschäft für Automobile macht rund 56 % des Gesamtumsatzes aus und umfasst ein großes Netz von stationären Ladengeschäften für Privatkunden. Rund ein Drittel des Konzernumsatzes wird durch den Handel mit Industrie-Ersatzteilen wie Wälzlager, Elektromotoren, Fittings und Dichtungen erzielt. Einen Minderheitsanteil liefert der Handel mit Bürobedarfsartikeln. Mit fast 75 % Umsatzanteil sind die Vereinigten Staaten das Hauptabsatzgebiet.
Das Unternehmen wurde 1928 von Carlyle Fraser gegründet, der einen bestehenden Teilehändler aufkaufte und in Genuine Parts Company umbenannte. Im Jahr 1948 ging das Unternehmen an die Börse.